# Złotowłos strojny
Złotowłos strojny (Polytrichastrum formosum) – gatunek mchu z rodziny płonnikowatych.

## Morfologia

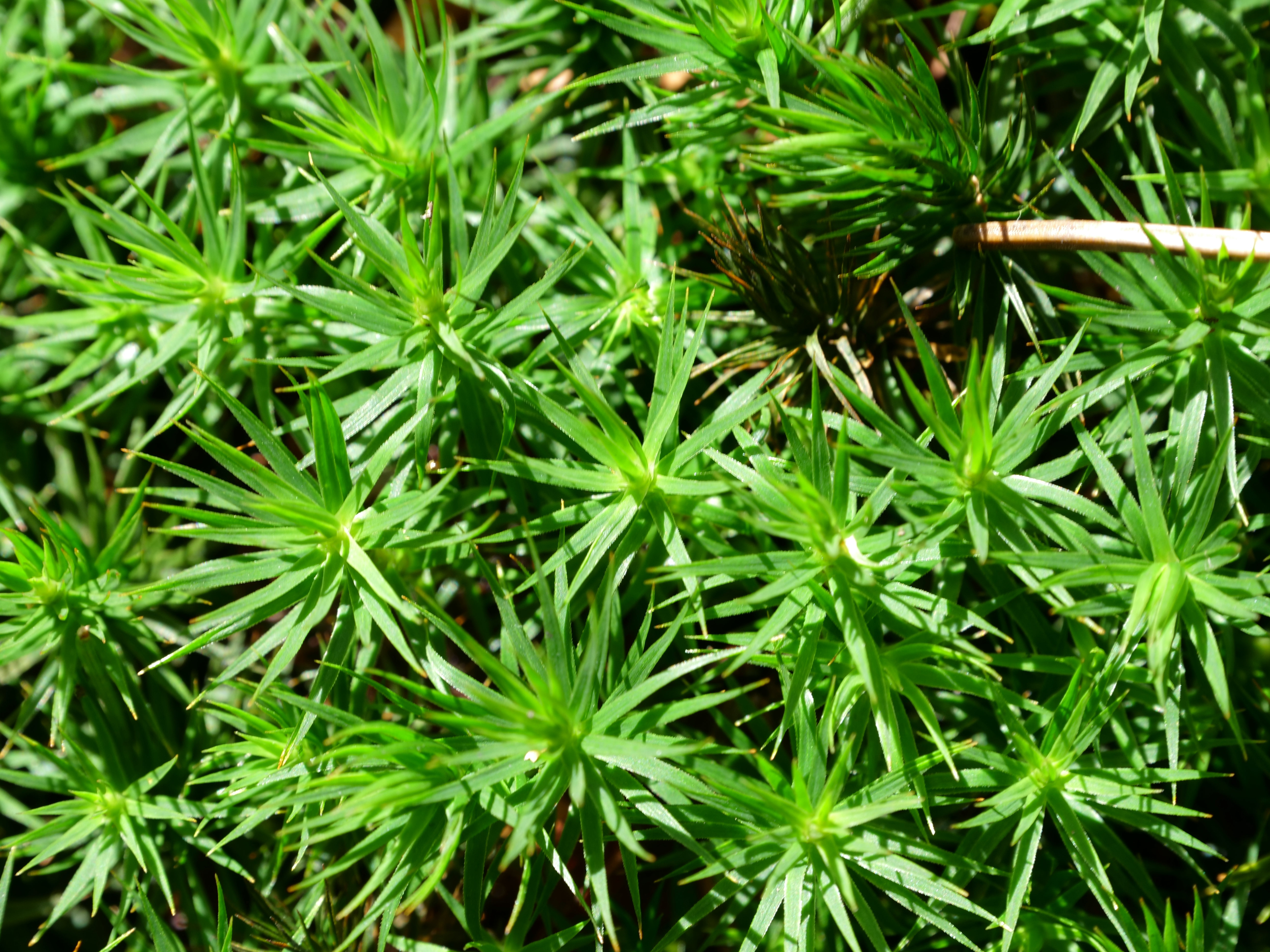
Fragment darni

Rozległe, luźne darnie niebieskozielonej barwy. Łodyżka osiągająca u osobników męskich 9–12 mm, u żeńskich 4–8 cm wzniesiona ze spiralnie ułożonymi liśćmi przypominającymi gwiazdki. Starsze rośliny mają często duże, żółtawe liście ochronne. Puszki wzniesione i często pokryte jasnym, włóknistym czepkiem. Zarodniki brązowe, dojrzewają od marca do sierpnia.

## Ekologia
Mech bardzo częsty w lasach liściastych i iglastych, na omszałych skałach i próchniejącym drewnie.

## Biologia
Złotowłos strojny jest wskaźnikiem cienistych, suchych do umiarkowanie wilgotnych lasów rosnących na słabo kwaśnym podłożu. Ponieważ w liściach komórki zawierające chlorofil znajdują się na górnej stronie, liście lśnią ciemnozielono.